# كازا جوينيتشي
كازا جوينيتشي Casa Goyeneche المعروف أيضًا باسم Palacio de Goyeneche ، هو مبنى تاريخي من القرن 18 يقع في جيرون أوكايالي، وهو جزء من المركز التاريخي لمدينة ليما في بيرو. تم تسمية المبنى المكون من طابقين والذي تبلغ المساحتة الاجمالية 959.20 م 2 على اسم عائلة جوينيتشي [الإسبانية] التي كانت تملكه في السابق.

## تاريخه

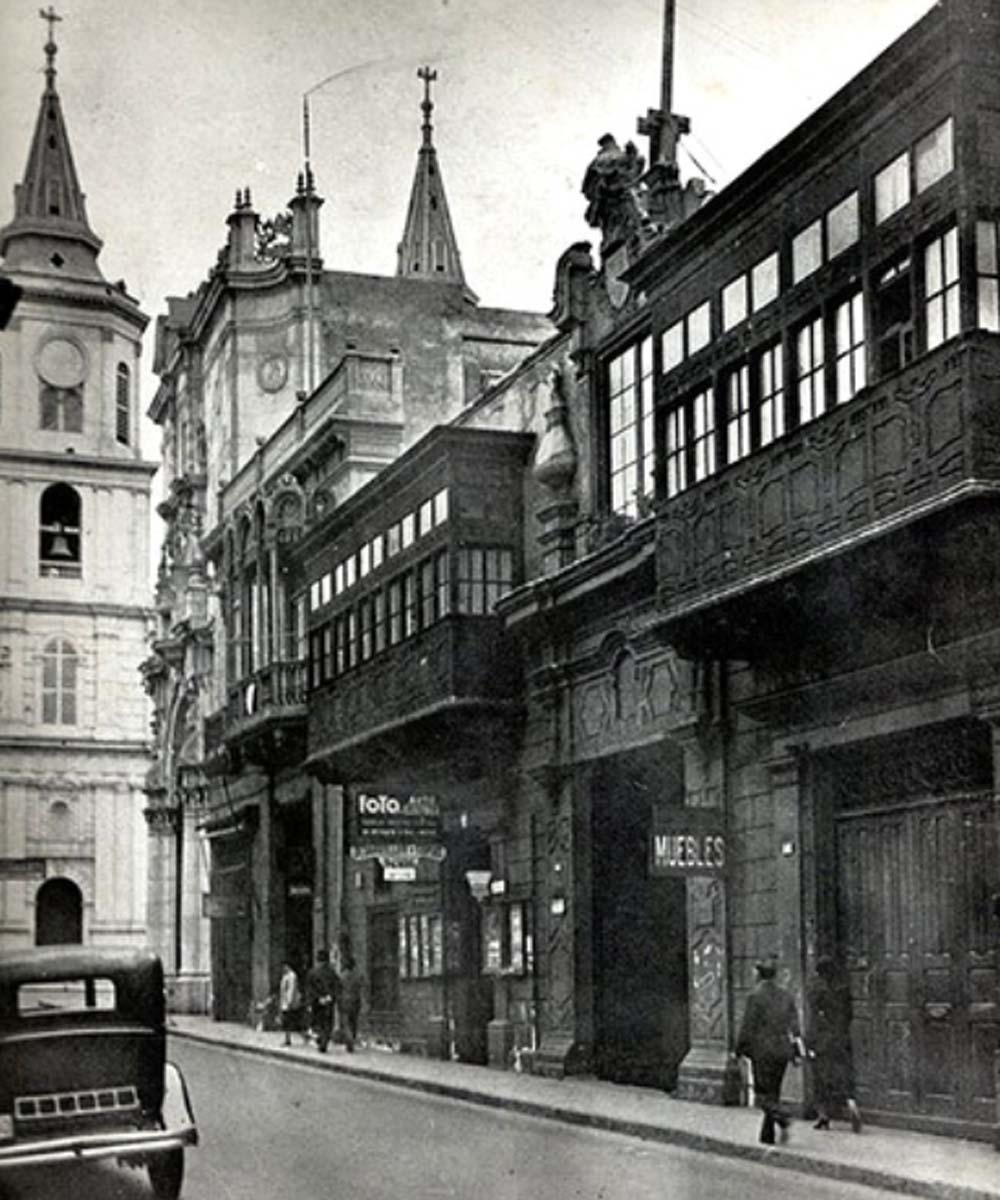
المبنى أواخر القرن التاسع عشر - أوائل القرن العشرين

شعار ودرع عائلة جوينيتشي

تم بناء المنزل عام 1771 لصالح إجناسيو كافيرو إي فاسكيز دي أكونيا  وزوجته ميكايلا دي تاغلي، في شارع أوكايالي أمام قصر توري تاغلي. لاحقا أصبح المنزل مقر إقامة خوسيه ماتياس فاسكيز دي أكونيا، الكونت السابع لفيغا ديل رين، وأحفاده.
عام 1859 بعد أن ورثها رئيس الأساقفة خوسيه مانويل باسكيل إلى مدرسة سانتو توريبيو، باع رئيسها المنزل إلى العقيد ا خوان ماريانو دي جوينيتشي وباريد [الإسبانية] . تم إعادة تشكيله في عام 1863 من قبل المهندس المعماري ميشيل تريفولي [الإسبانية] بموجب أمر دورك.
عام 1894 ورث أطفال جوينيتش المنزل، وفي عام 1914 أصبحت الأخت الصغرى، ماريا جوزيفا دي جوينيتش، دوقة جوينيتشهي المالكة للمبنى. في عام 1928، بعد وفاة دوقة جوينيتشي، ورث المنزل ابن أخيها الثاني بابلو أ. رادا إي جاميو، الذي باعه في عام 1940 للمصرفي Enrique Ayulo Pardo. وقد تم الحصول عليها في نهاية المطاف من قبل بنك دي كريديتو ديل بيرو في عام 1971.

## أنظر أيضا
- Peruvian colonial architecture